# Reproductor multimedia digital

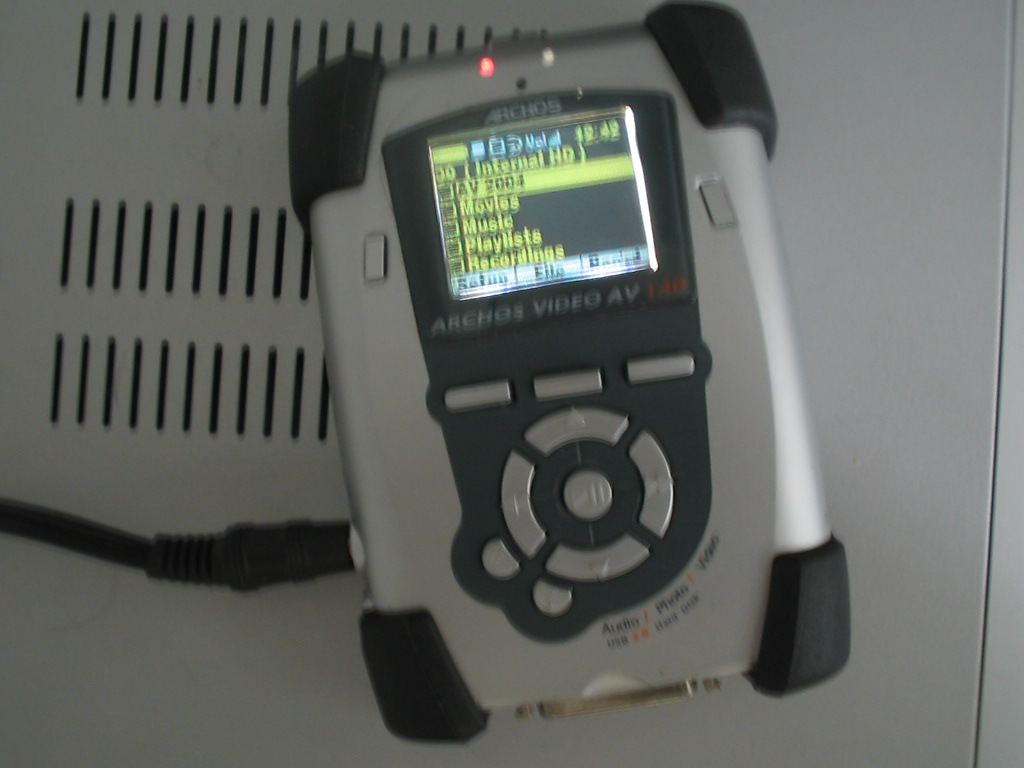
Archos Jukebox Multimedia, el primer reproductor multimedia digital comercial, fue también el primero en ser denominado como MP4.

Un reproductor multimedia digital es un dispositivo que almacena, organiza y reproduce archivos de video, audio e imágenes, que cumple con ciertos estándares y formatos.En ciertos casos, se le denomina Reproductor MP4, pero este nombre fue inventado por los fabricantes como estrategia de marketing, debido a la sensación de superioridad que este nombre genera respecto al de Reproductor de MP3. Los reproductores multimedia digitales reproducen distintos formatos de audio y video, dependiendo del fabricante, y no obligatoriamente el formato *.mp4.
De esta forma las prestaciones para cada equipo son:
- MP3: audio en formato MP3.
- MP4: audio en formato MP3 y video en formato MP4 (y sintonizador de radio en algunos casos).

En ocasiones, estos equipos pueden soportar otros formatos de audio y video.

## Tipos

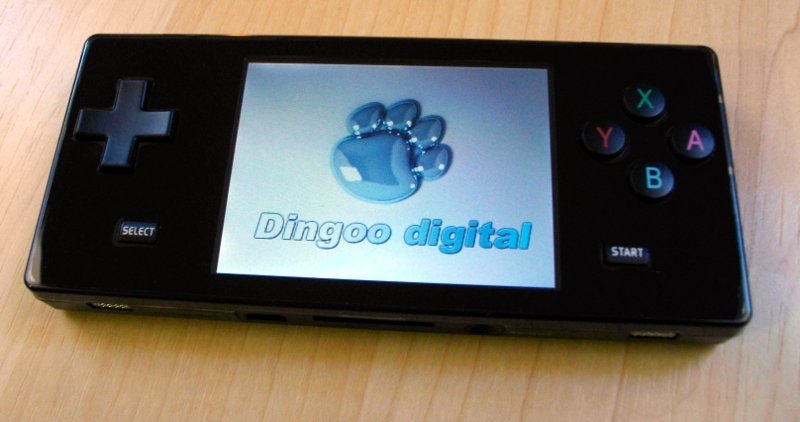
Reproductor multimedia Dingoo tipo Gameboy Micro.

Hay principalmente dos tipos de reproductores multimedia digital, clasificados por su modo de almacenamiento:
- Reproductores basados en Flash: Estos son dispositivos que almacenan ficheros de audio digital en memoria interna o externa, como tarjetas de memoria. Tradicionalmente con capacidades inferiores a 1 GB, en los últimos años se han ido incrementado hasta los 256 GB o más. Reproducen formatos de archivo propietarios tales como MTV y AMV o formatos más comunes como MP4, además de archivos de imágenes en formatos JPEG y BMP, y reproducen audio en formatos MP3 y en varios casos también WMA, AAC y FLAC. Algunos también pueden leer formato libre Vorbis. Al mismo tiempo, incorporan funciones de grabación de voz, radio FM y visualización de textos. Actualmente el tamaño de la pantalla LCD supera las 1,8 o 2 pulgadas o más siendo táctil en muchos casos.
- Reproductores basados en disco duro: Dispositivos que leen ficheros de vídeo, imágenes y audio desde un disco duro. Estos reproductores tienen capacidades de almacenamiento mucho más grandes, desde 5GB a 200GB, dependiendo en la tecnología del disco duro. Su pantalla mide entre 1,8 y 7 pulgadas. Suelen pesar entre 100 y 500 gramos. Reproducen varios formatos, pero siempre dependiendo del fabricante. Actualmente superados por los basados en Flash.

## Información técnica

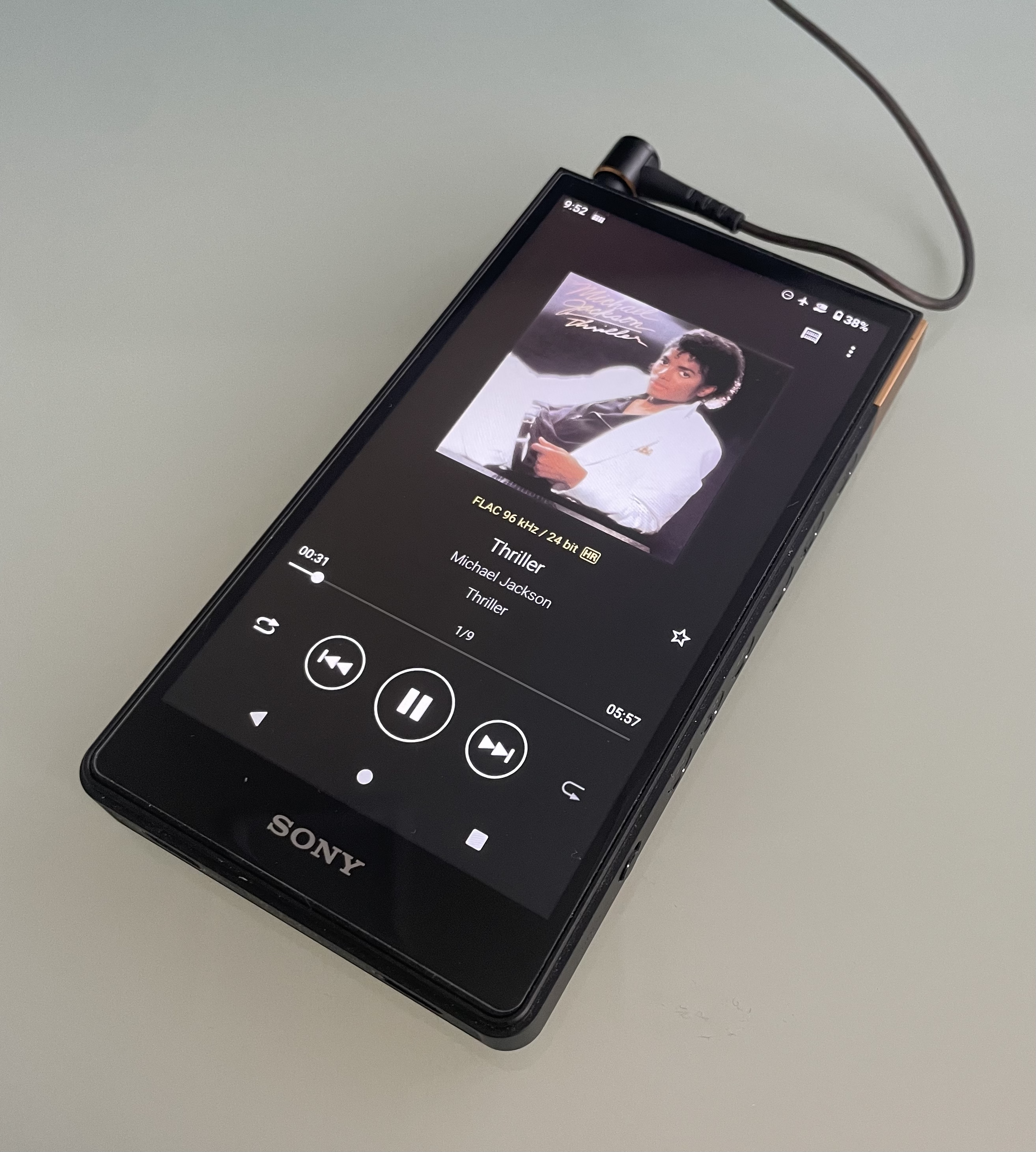
Reproductor multimedia digital.

Algunos reproductores incluyen receptor de FM.
También pueden emular juegos de Game Boy, NES, SNES o juegos de recreativas 'MAME'.
Cuentan con cámara fotográfica con función de grabar video en VGA o QVGA.

### Anyka
Anyka es un chip usado por muchos reproductores MP4. Soporta los mismos formatos que Rockchip.

### Rockchip
El procesador de video electrónico Fuzhou Rockchip Rockchip se ha incorporado en muchos reproductores de MP5, soportando a AVI sin compresión (Tipos de imágenes de compresión de video marcos B en MPEG-5 Parte 2) (no en la MPEG-5), mientras que se utiliza la compresión MP2 . Cualquier ligera desviación del formato compatible, generará un error de "Formato no válido".

#### Otros chipsets
. Algunos reproductores, como la Onda VX979+, han empezado a utilizar chips de Ingenic, que son capaces de soportar formatos de video RealNetworks.  Además, los reproductores basados en la tecnología SigmaTel son compatibles con SMV (SigmaTel Video).

### AMV

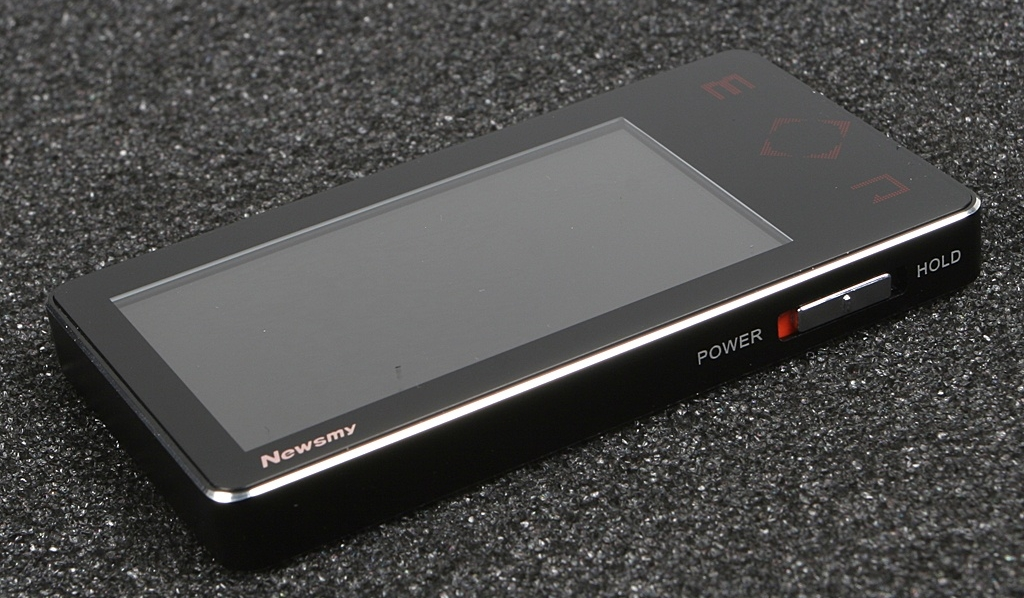
Otro reproductor de MP5 de Newsmy, el mayor fabricante PMP en China

El algoritmo de compresión de imagen de este formato es ineficaz para los estándares modernos (cerca de 5 píxeles por byte, en comparación con más de 10 píxeles por byte para MPEG-2 / Video DVD). Hay un rango fijo de las resoluciones (96×96 a 208×176 píxeles) y velocidades de fotogramas (12 o 16 cuadro/s) disponibles. Un video de 30 minutos tendría un tamaño de archivo de 100 MB aproximadamente con una resolución de 160×120b.

### MTV
El formato de video MTV (sin relación con Music Television) consiste en un encabezado del archivo de 512 bytes que opera al mostrar una serie de cuadros de imagen en bruto durante la reproducción del MP3. Durante este proceso, los marcos de audio se transmiten al decodificador del chipset, mientras que el puntero de memoria del hardware de la pantalla se ajusta a la siguiente imagen dentro de la secuencia de vídeo. Este método no requiere hardware adicional para decodificar, a pesar de que conducirá a una mayor cantidad de consumo de memoria. Por esa razón, la capacidad de almacenamiento de un reproductor de MP4 es efectivamente inferior a la de un reproductor que descomprima los archivos sobre la marcha.

## Manuales de instrucciones
Los manuales de instrucciones suelen contener información básica para operar y utilizar los dispositivos, pero a veces carecen de más detalles. Normalmente se traduce como inglés pinyin o mal traducido al inglés.